# Annie Pootoogook
Annie Pootoogook (Cape Dorset, 11 maggio 1969 – Ottawa, 19 settembre 2016) è stata un'artista canadese conosciuta per i disegni ad inchiostri e pastelli sulla sua vita e sulla comunità aborigena.

## Biografia
Pootoogook nacque l'11 maggio 1969 a Cape Dorset (Kinngait), in Nunavut da una famiglia di artisti. Sua madre, Napachie Pootoogook fu una disegnatrice e suo padre, Eegyvudluk Pootoogook fu un tipografo e scultore di pietra. Sua nonna, Pitseolak Ashoona, fu un'artista rinomata e suo zio, Kananginak Pootoogook,  un tipografo. Fu la cugina della disegnatrice Shuvinai Ashoona.
Pootoogook si trasferì ad Ottawa da Cape Dorset nel 2007, dove visse con il suo partner William Watt.

## Opere
Nel 1987, Pootoogook iniziò a disegnare con pastelli e inchiostro su carta. I suoi lavori, ritratti contemporanei della vita degli Inuit,  giustappongono scene di intimità familiare e vita domestica a scene di alcolismo e violenza. Le sue influenze includono la madre, Napachie Pootoogook (morta nel 2002), e sua nonna, Pitseolak Ashoona (morta nel 1983), entrambe artiste famose.
I titoli delle sue opere sono caratterizzati da un british humor, per. es. Tristezza e Sollievo per Mio Fratello, Ricordo della Mia Vita: Bottiglie Rotte o Uomo che Maltratta il Suo Partner. Usi e costumi degli Inuit appaiono nel suo lavoro, come la sua raffigurazione di una donna che concia il pellame di animali o famiglie in campi di pesci. Il trascorrere del tempo è presente pesantemente nella sua arte ed è rappresentato da un orologio con mani poste in posizioni diverse in diversi disegni.
"Negli ultimi 10 anni della sua vita ha creato un'assolutamente straordinaria serie di disegni dove ha descritto il lato più oscuro della vita tradizionale, parlando di temi quali la violenza familiare," ha detto Pat Feheley, proprietario della Feheley Fine Arts, una galleria a Toronto che rappresenta Pootoogook.

## Carriera artistica
Pootoogook ha iniziato la sua carriera artistica disegnando con penne e pastelli colorati all'età di 28 anni per il West Baffin Eskimo Cooperative (oggi conosciuto come Kinngait Studios) a Cape Dorset. Ha introdotto un nuovo punto di vista artistico nell'arte Inuit contemporanea, in contrasto con la visione più storica. Il suo lavoro rappresenta le esperienze quotidiane di una donna ed un'artista che vive nel Nord del Canada.
La sua svolta fu nel 2006, quando a novembre, vinse 50,000$ per il Sobey Art Award, premio dato ad un artista trentanovenne o più giovane che ha esposto il proprio lavoro in una galleria d'arte pubblica o commerciale in Canada negli ultimi 18 mesi. " Il lavoro di Annie Pootoogook riflette il momento odierno sia di una specifica tradizione sia di una pratica di disegno contemporaneo," i curatori e la giuria per il premio dichiararono durante una conferenza stampa. Nel 2006, all'interno del The Power Plant a Toronto, ebbe la sua prima maggiore esibizione monografica. La mostra, curata da Nancy Campbell, fu incentrata sulla mitologia, la comunità e le difficoltà della vita nell'Artico.
Nel 2007, l'artista espose alla Biennale de Montréal, Art Basel, e Documenta 12. Pootoogook è stata la prima artista Inuit a partecipare a Documenta, svoltasi a Kassel, Germany. Dal 2009 al 2010, il National Museum of the American Indian, George Gustav Heye Center, a New York ha tenuto un'esibizione monografica delle sue opere su carta. Il suo lavoro fu parte di una mostra più grande sull'arte contemporanea canadese, tenutasi al di fuori del Canada: Oh, Canada, curata da Denise Markonish. La mostra si svolse nel 2012 al Massachusetts Museum of Contemporary Art ed esibì 62 artisti canadesi incluso il lavoro della cugina di Pootoogook Shuvinai Ashoona Pootoogook fu l'unica artista professionista della regione di Ottawa rappresentata nell'esibizione.

## Morte
Pootoogook fu trovata morta nel Rideau River ad Ottawa il 19 settembre 2016.